# 埃里克·斯科特
埃里克·斯科特（Erick Scott，1981年5月29日—），是哥斯达黎加足球运动员，司职前锋。
斯科特曾参加了2004年雅典奥运会足球比赛，并且击败了劲旅葡萄牙进入八强，是当时的黑马之一。2008年，他与马拉松队的队友洪都拉斯国脚埃米尔·马丁内斯一同加盟上海申花，赛季结束后由于申花全面更换外援备战亚冠而未被续约。